# 澤維士
陸軍中將威廉·法蘭西斯·德拉蒙德·澤維士爵士，GCMG，CB，FRS（Sir William Francis Drummond Jervois，1821年9月10日—1897年8月17日），英國殖民地總督、軍人。生於英國懷特島郡，父親是乍畏將軍。早年服役於南非和加拿大，以後歷任海峽殖民地總督（1875年至1877年）、南澳州總督（1877年至1883年）、新西蘭總督（1883年至1889年）。1863年獲巴斯侍從(CB)勳銜，1874年獲聖米迦勒及聖喬治司令騎士(KCMG)勳銜。1888年獲聖米迦勒及聖喬治大十字騎士(GCMG)勳銜。
新加坡的澤維士路以他的命名。